# 수요 응답형 교통

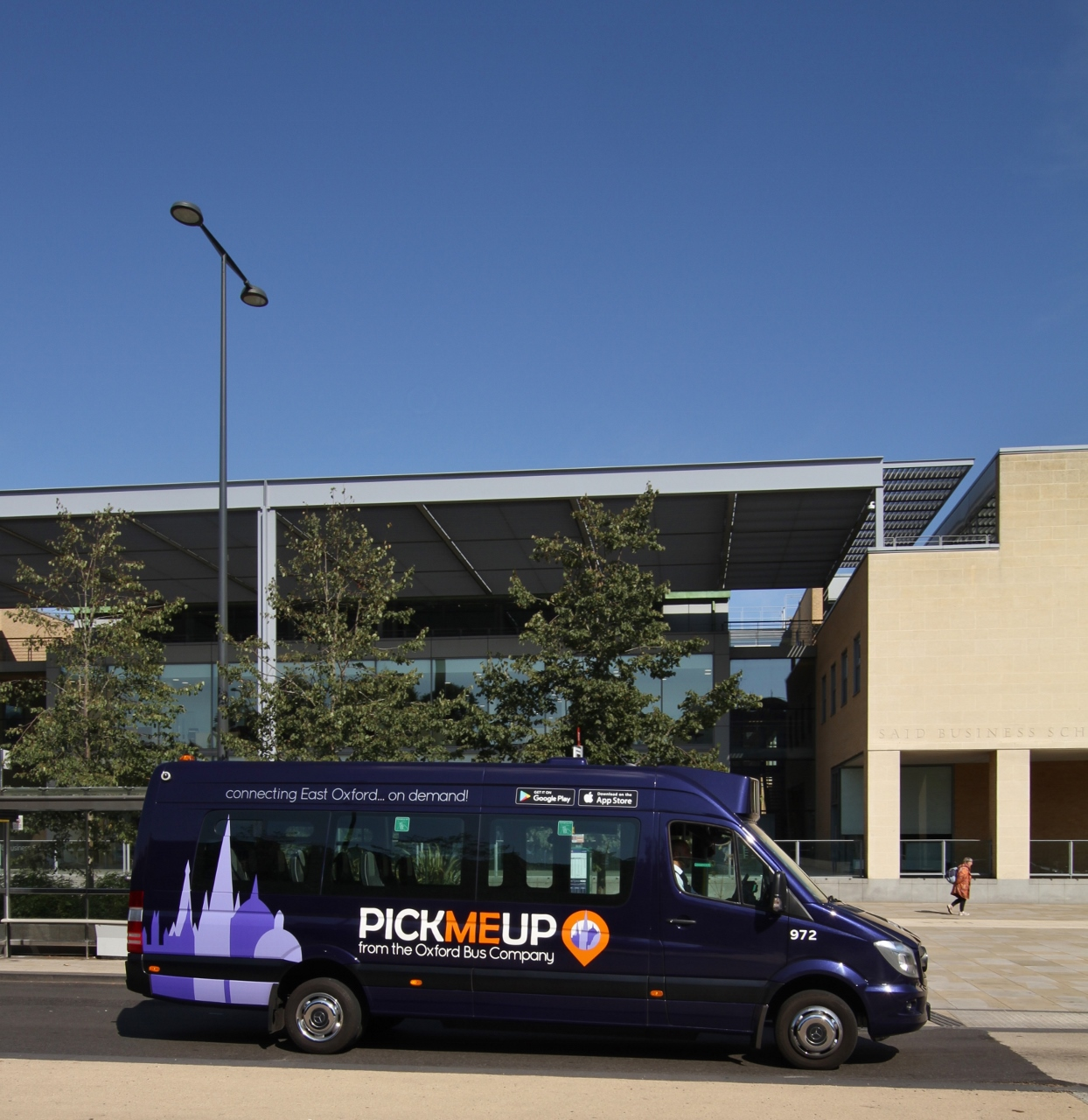
옥스퍼드 버스 컴퍼니의 수요 응답형 버스 서비스 (2018년)

수요 응답형 교통, 수요 응답형 교통수단, 수요 반응형 교통(Demand-responsive transport, DRT)은 차량이 고정 경로나 시간표에 따른 여행을 사용하지 않고 특정 교통 수요에 따라 각 여행 경로를 변경하는 단체 여행을 위한, 공유성이 있는 개인 또는 준대중 교통의 한 형태이다. 이러한 차량은 일반적으로 승객의 필요에 따라 위치에서 승객을 태우고 내려주며 택시, 버스 또는 기타 차량이 포함될 수 있다. 승객은 일반적으로 휴대폰 앱이나 전화를 통해 서비스를 호출할 수 있다. 전화는 특히 기술에 익숙하지 않은 노년층 사용자에게 적합하다.
가장 널리 퍼진 유형의 수요반응형 교통(DRT) 중 하나는 농촌 및 도시 주변 지역과 같이 정기 버스 서비스가 재정적으로 실행 가능하지 않은 것으로 간주되는 승객 수요가 낮은 지역에 대중교통 서비스를 제공하는 것이다. 특정 유형의 승객을 위해 서비스가 제공될 수도 있다. 한 가지 예로는 장애인을 위한 보조교통 프로그램이 있다. 이러한 방식으로 대중교통을 제공하는 것은 실행 가능한 이동 네트워크를 창출하기보다는 사회적 서비스로서의 기능 중 하나를 강조한다.

## 같이 보기
- 공공 데이터
- 보조 교통 수단
- 승합 택시